# Brusturi (okręg Neamț)
Brusturi – wieś w Rumunii, w okręgu Neamț, w gminie Brusturi. W 2011 roku liczyła 1802 mieszkańców.